# مارتا کاوالی
مارتا کاوالی (انگلیسی: Marta Cavalli؛ زادهٔ ۱۸ مارس ۱۹۹۸) دوچرخه‌سوار زن اهل ایتالیا است.
وی در مسابقات کشوری و بین‌المللی در مجموع برندهٔ ۱ مدال طلا، ۲ مدال نقره، ۲ مدال برنز شده‌است.